# Uranus Orbiter and Probe
Uranus orbiter and probe ou UOP (en français  « sonde et orbiteur pour Uranus ») est une mission spatiale d'exploration robotique du système solaire proposée par la communauté scientifique américaine en 2022. Si elle était adoptée par l'agence spatiale américaine, la NASA, elle serait lancée vers 2031. Ce projet à très gros budget (projet Flagship évalué à environ 2,6 milliards US$) a pour objectif l'étude de la planète géante  Uranus, de son atmosphère, de ses anneaux et de ses lunes. 
UOP, après avoir fait partie des missions recommandées par le rapport de l'Académie des sciences américaine définissant les priorités dans le domaine des sciences planétaires pour la décennie 2013-2022,  est devenue la mission bénéficiant de la plus forte priorité dans le rapport produit en avril 2022 et portant sur la décennie 2023-2032. Ce sera la première mission vers une planète de type géante de glaces susceptible de fournir de nombreux éléments sur la formation du système solaire. Les données recueillies devraient permettre de faire progresser de manière notable la majorité des questions clés dans le domaine de la planétologie.
La sonde spatiale de plus de 7 tonnes utilise une propulsion chimique (4,5 tonnes d'ergols) et est alimentée en énergie par trois générateurs thermoélectriques à radioisotope. Pour mener ses investigations scientifiques elle emporte de nombreux instruments (86 kg) dont certains sont installés à bord d'une sonde atmosphérique qui sera larguée dans l'atmosphère d'Uranus pour déterminer sa structure et sa composition. UOP après s'être placée en orbite autour d'Uranus fin 2044 (dans l'hypothèse d'un lancement en 2031) doit survoler à plusieurs reprises les principaux satellites de la planète au cours d'une mission d'étude qui doit durer plus de 4 ans.  

## Contexte
Uranus est la septième planète du Système solaire par ordre d'éloignement au Soleil. Elle orbite autour de celui-ci à une distance d'environ 19,2 unités astronomiques (2,87 milliards de kilomètres). Il s'agit de la quatrième planète la plus massive du Système solaire et de la troisième plus grande par la taille. Elle a longtemps été rangée comme Jupiter et Saturne dans la catégorie des géantes gazeuses dont la masse est constituée principalement d'hydrogène mais les scientifiques ont découvert dans les années 1990 que pour Uranus comme pour Neptune ce gaz représentait moins de 20% de sa masse et que l'essentiel de celle-ci était constituée par des éléments chimiques plus lourds comme l'oxygène, le carbone, l'azote et le soufre. Ces éléments seraient piégés dans de la glace d'eau (d'où l'appellation géante de glaces) ou de l'eau dans une phase supercritique. On a découvert depuis que de nombreuses exoplanètes présentaient les mêmes caractéristiques. Les géantes de glace présentent des caractéristiques très différentes des géantes gazeuses telles que Jupiter et Saturne. Leur composition interne indique qu'elles ont été formées dans un environnement et via des processus très différents. Leur structure interne engendre un champ magnétique et une magnétosphère très spécifiques. Uranus présente deux particularités : l'inclinaison de son axe qui atteint 98° et produit un cycle de saisons atypique et une très faible émission de sa chaleur interne. Les plus grosses lunes d'Uranus pourraient abriter un océan souterrain et certaines, en particulier Ariel et Miranda, présentent des signes surprenant d'une activité géologique et semblent avoir libéré de la chaleur interne.

## Historique du projet
L'étude in situ d'Uranus impose une mission très couteuse compte tenu de son éloignement du Soleil et de la Terre. La planète n'a été visitée et étudiée à courte distance que par une seule sonde spatiale. Voyager 2 mise au point par la NASA a survolé la planète en 1986 et est donc la source de la majorité des informations connues sur la planète. Uranus et Neptune sont les deux seules planètes du système solaire n'ayant pas fait l'objet d'une mission spatiale dédiée.
Le rapport décennal du  Conseil national de la recherche des États-Unis publié en 2011 et définissant les priorités dans le domaine des sciences planétaires pour la période 2013-2023 classe une mission spatiale d'étude d'Uranus au troisième rang des missions prioritaires pour une mission phare après Mars Astrobiology Explorer-Cacher et du composant JEO (Jupiter Europa Orbiter) de la mission d'exploration Europa Jupiter System Mission,,. Bien qu'une mission vers Uranus basée sur une propulsion chimique soit possible, le scénario propose l'utilisation d'une propulsion électrique spatiale alimentée par une centrale solaire photovoltaïque car elle permet une masse totale des instruments embarqués plus importante. Le lancement aurait lieu dans les années 2020-2023. Le voyage jusqu'à Uranus, assisté par une propulsion électrique, prendrait 13 années en utilisant l'assistance gravitationnelle de la Terre une seule fois. La fenêtre de lancement serait de 21 jours chaque année. Ce projet ne se concrétise pas.
Le rapport du Conseil de la Recherche américain  pour la décennie 2022-2032 ( Origins, Worlds, and Life: A Decadal Strategy for Planetary Science and Astrobiology ) publié en avril 2022 donne cette fois la priorité au développement d'une mission vers Uranus. En effet celle-ci contribuera à fournir des réponses à 11 des 12 questions qui sont estimées cruciales à la date de la sélection dans le domaine de la planétologie. La mission proposée, baptisée Uranus Orbiter Probe, comprend une sonde spatiale qui doit se placer en orbite autour de Uranus et l'étudier durant quatre années et une sonde atmosphérique qui doit plonger dans l'atmosphère d'Uranus pour étudier sa structure et sa composition. Il s'agira de la première étude in situ d'une géante des glaces. 
La mission permet de fournir l'ensemble du contexte associé à ce type de planète et Uranus offre un environnement riche en cibles ce qui rend le scénario d'exploration facilement adaptable. La conception de la sonde spatiale fournit une marge importante au lanceur et la mission présente un risque limité car elle ne fait appel à aucune technologie nouvelle. Si nécessaire des instruments peuvent être éliminés (caméra grand angle, capteur hydrogène) ou la mission peut être raccourcie sans nuire aux objectifs. Uranus a été préféré à Neptune car il n'est pas certain qu'une mission vers cette dernière soit réalisable au cours de la décennie du fait de son éloignement.

## Objectifs
Les questions scientifiques auxquelles la mission doit répondre sont les suivantes : 
- Origine, structure interne et atmosphère :
  - Comment fonctionne la circulation atmosphérique d'une géante de glaces ?
  - Quelle est la structure tridimensionnelle de la "couche météorologique" de l'atmosphère ?
  - Quand, où et comment Uranus s'est-il formé sur le plan à la fois thermique et spatial (en incluant la phase de migration de l'orbite) et quel mécanisme est à l'origine de l'obliquité rétrograde de la planète ?
  - Quelle est la composition d'Uranus et comment celle-ci varie-t-elle en fonction de la profondeur ?
  - Est-ce qu'Uranus est constitué de couches distinctes ou a-t-il un cœur dilué ? Est-ce que cette configuration découle du processus de sa formation ou de son obliquité ?
  - Quelle est la vraie vitesse de rotation d'Uranus ? Est-ce que rotation est uniforme ? Jusqu'à quelle profondeur les vents sont ils actifs ?
- Magnétosphère :
  - Quelles sont les caractéristiques de la dynamo interne qui produisent son champ magnétique complexe ?
  - Quelles sont les sources de plasma et la dynamique de la magnétosphère et comment celle-ci interagit avec le vent solaire, les couches supérieures de l'atmosphère d'Uranus et la surface des satellites ?
- Satellites et anneaux :
  - Quelle est la structure interne et le ratio roche/glace des principales lunes d'Uranus et quelles sont celles qui possèdent des sources de chaleur interne et éventuellement des océans souterrains ?
  - Comment la composition et les caractéristiques des lunes d'Uranus contraignent leur formation et leur évolution ?
  - Quelle histoire géologique et quels processus peuvent être déduit des caractéristiques des surfaces des lunes et qu'est ce qu'elles peuvent nous apprendre de la population des impacteurs du système solaire externe ? Quelles sont les indices d'interactions exogènes visibles à la surface ?
  - Quelles sont les compositions, origines et histoires des anneaux d'Uranus et des plus petits satellites internes et quels processus ont déterminé leur forme actuelle ?

## Caractéristiques techniques

### Orbiteur
L'étude réalisée en juin 2021 a défini les principales caractéristiques de la sonde spatiale. Celle-ci a une masse totale de 7235 kilogrammes et une masse à vide (sans ses ergols) de 2756 kg. Elle est stabilisée 3 axes sauf durant les phases de vol durant laquelle elle est mise en hibernation et où elle est stabilisée par rotation. Les manœuvres principales sont réalisées avec deux moteurs-fusées bi-ergols d'une poussée unitaire de 645 Newtonsalimentés par un système de pressurisation. Le système propulsif permet d'effectuer un changement total de vitesse sur l'ensemble de la mission de 2708 m/s. Quatre moteurs-fusées monoergol de 22 Newtons de poussée sont utilisés pour contrôler l'orientation et 16 moteurs-fusées de 4 Newtons de poussée sont utilisés par le système de contrôle d'orientation. L'énergie est fournie par trois  RTG de type Next-Gen Mod 1 qui produisent chacun 245 Watts en début de vie (diminution de la puissance de 1,9% par an). Les communications sont réalisées principalement via une antenne parabolique de 3 mètres de diamètre en bande Ka et en bande X. Au niveau d'Uranus le débit en bande Ka devrait être de 19,5 kilobits par seconde. La mission devrait collecter 51,9 gigaoctets de données scientifiques.

### Sonde atmosphérique
UOP emporte une sonde atmosphérique de 1,26 mètre de diamètre ayant la forme d'une demi-sphère prolongée par un cône. Elle est protégée de la chaleur produite par sa rentrée à grande vitesse dans l'atmosphère d'Uranus par un bouclier thermique dont la conception s'inspire des engins développés pour les missions Galileo et Pioneer Venus.  La masse de la sonde est de 267 kg.  L'énergie est fournie par deux batteries lithium thionyl chloride ayant une capacité de 468 A-h. La sonde communique avec l'orbiteur en bande UHF avec un débit de 6 kilobits par seconde. La sonde atmosphérique sera larguée 60 jours avant de pénétrer dans l'atmosphère d'Uranus pour en étudier les caractéristiques. Le bouclier thermique est largué une fois que la sonde a été suffisamment freinée puis deux parachutes sont successivement déployés pour ralentir sa descente.

### Instruments scientifiques
La sonde spatiale  emporte les instruments scientifiques suivants d'une masse totale d'environ 54 kilogrammes : 
- Un magnétomètre
- Une caméra équipée d'un téléobjectif
- Une caméra équipée d'un grand angle (peut être abandonnée en cas de problème budgétaire)
- Une caméra effectuant ses observations dans l'infrarouge thermique
- Une caméra fonctionnant dans le domaine visible et le proche infrarouge
- Un spectromètre permettant d'étudier les champs et les particules
- Une expérience de science radio

Par ailleurs la sonde atmosphérique emporte les instruments suivants représentant une masse totale d'environ 21 kilogrammes : 
- Un instrument permettant d'étudier la structure de l'atmosphère
- Un spectromètre de masse
- Un oscillateur ultra-stable
- Un instrument de mesure de l'hydrogène ortho-para (peut être abandonnée en cas de problème budgétaire).

## Déroulement de la mission

### Fenêtres de lancement
Deux fenêtres de lancement sont envisagées : en juin 2031 et en avril 2032. Elles utilisent toutes les deux l'assistance gravitationnelle de la Terre et surtout celle de Jupiter. Le lancement peut être repoussé au-delà de ces dates jusqu'au milieu des années 2030 mais cela imposera un survol de Vénus et donc une modification de la conception de la sonde spatiale (adaptation de la protection thermique). La durée du transit sera allongée de deux ans au détriment de la puissance fournie par les RTG. En partant de l'hypothèse d'un lancement par une fusée Falcon Heavy en 2031 la durée du transit jusqu'au système d'Uranus serait de 13,4 années avec une arrivée en décembre 2044. La sonde atmosphérique pénétrerait dans l'atmosphère en juin 2045 et la mission de l'orbiteur s'achèverait en décembre 2049.

### Chronologie de la mission
Les principales étapes de la mission serait les suivantes pour un lancement en 2031 :
- Juin 2031 : Lancement depuis la base de Cape Canaveral
- Juin 2032 : Modification de l'orbite (delta-V de 660 m/s ; ergols consommés 1590 kg)
- Avril 2033 : Assistance gravitationnelle de la Terre
- Décembre 2035 : Assistance gravitationnelle de Jupiter
- Décembre 2044 : Insertion en orbite autour d'Uranus (delta-V de 1087 m/s ; ergols 1872 kg)
- Séparation de la sonde atmosphérique 60 jours avant son entrée dans l'atmosphère d'Uranus
- Avril 2045 : La sonde atmosphérique pénètre dans l'atmosphère d'Uranus
- Correction de l'orbite autour d'Uranus (delta-V de 171 m/s ; ergols 265 kg)
- Juin 2045 : Début de la mission autour d'Uranus au cours de laquelle plusieurs survols à faible distance des lunes Ariel, Titania, Obéron et Miranda sont effectués.
- Décembre 2049 : Fin de la mission.

### Mise en hibernation durant le transit vers Uranus
Durant le transit entre la Terre et Uranus et sauf durant les manœuvres programmées (assistances gravitationnelles, corrections orbitales), la sonde spatiale est placée en hibernation avec des vérifications périodiques de son état de santé (quelques heures toutes les semaines). Durant son hibernation, la sonde spatiale est mise en rotation lente pour maintenir son orientation sans consommer d'ergols.

### Déroulement des opérations de la sonde atmosphérique
Selon le scénario proposé par l'étude de conception de la mission de 2021, la sonde atmosphérique est larguée après l'insertion en orbite autour d'Uranus ce qui permet de réduire la vitesse de rentrée atmosphérique dans l'atmosphère de Vénus et de réduire les risques liés à une défaillance au prix d'une consommation supérieure d'ergols. Il n'y a pas de limite clairement établie entre l'atmosphère d'Uranus et sa surface solide. Par convention on utilise le niveau où la pression est à 1 bar comme altitude de référence mais l'atmosphère se prolonge bien en deçà. Lorsque la sonde atmosphérique atteint une altitude 2 000 kilomètres au-dessus de ce niveau de référence, elle commence à pénétrer dans des couches plus denses de l'atmosphère d'Uranus qui provoquent son échauffement. 3,5 minutes après le début de la rentrée atmosphérique la décélération atteint un maximum de 114 g et le flux thermique culmine à 1876 Watts/cm² (ces chiffres restent à confirmer). 255 secondes après le début de la rentrée atmosphérique, à une altitude 64 kilomètres, la vitesse est devenue subsonique et un premier parachute est déployé. Les deux moitiés du bouclier thermique sont larguées dans les 30 secondes suivantes et un deuxième parachute est déployé. La sonde se trouve à une altitude de 54,7 km et la pression est de 0,1 bar. La sonde poursuit alors sa descente en recueillant des données sur son environnement qui sont transmises à l'orbiteur. 13 minutes après le début de la rentrée atmosphérique la pression atteint 1 bar (altitude : 0 kilomètre). La trajectoire de la sonde spatiale lui permet de recueillir les données transmises par la sonde atmosphérique jusqu'à ce que celle-ci descende au niveau où la pression dépasse les 10 bars.

## Cout de la mission
Uranus Orbiter Probe fait partie des missions les plus couteuses de la NASA (missions Flagship). Son cout total est estimé en 2021 à 2,8 milliards US $ ($ de 2025) en incluant les provisions pour dépassement prévues par l'agence spatiale. Cette enveloppe comprend 299 millions US$ pour la gestion des opérations en vol, 251 millions US$ pour le volet scientifique et 236 millions US$ pour le lanceur Falcon Heavy. Le budget du projet est du même ordre de grandeur que d'autres missions Flagship récentes comme Mars 2020 (2,371 milliards) et Europa Clipper (2,594 milliards).